# 龍野西インターチェンジ
龍野西インターチェンジ（たつのにしインターチェンジ）は、兵庫県たつの市にある、山陽自動車道のインターチェンジ。龍野西SAが併設されている。

## 概要
神戸方面・山口方面共に龍野西SAからICの利用はできるが、ICから龍野西SAの利用はできない。たつの市揖西町・揖保川町、相生市、赤穂市坂越地区・高雄地区・有年地区、赤穂郡上郡町への最寄りインターチェンジである。

## 歴史
- 1982年（昭和57年）3月30日：龍野西IC - 備前IC間開通に伴い、供用開始[1]。（当時の名称は「竜野西IC」）。
- 1990年（平成2年）7月31日：山陽姫路西IC - 龍野西IC間開通[1]。同時にSAを開設。
- 2003年（平成15年）3月29日：龍野ICと同時に竜野→龍野に名称変更。

## 周辺
- 播磨龍野企業団地[2]
- 相生カントリー倶楽部

## 接続する道路
- 直接接続
  - 兵庫県道93号竜野西インター線
  - 兵庫県道121号たつの相生線
- 間接接続
  - 国道2号
  - 兵庫県道442号岩見揖保川線
  - 兵庫県道5号姫路上郡線

## 隣
E2 山陽自動車道
(8)龍野IC - (9)龍野西IC - 龍野西SA - (9-1)播磨JCT - 相生BS - (10)赤穂IC